# Император Центральноафриканской империи
Импера́тор Центральноафрика́нской Импе́рии (также Импера́тор Центра́льной А́фрики фр. Empereur de Centrafrique) — титул монарха Центральноафриканской Империи. Был учреждён в 1976 году Жаном-Беделем Бокассой, провозгласившим себя императором Бокассой I.
Оправдывая принятие императорского титула Бокасса объяснял, что, по его мнению, учреждение монархии в стране должно поспособствовать повышению её престижа среди прочих африканских государств.
Бокасса I, ставший единственным императором Центральной Африки в истории государства, имел следующий развёрнутый титул:
Его Императорское Величество Бокасса Первый, Император Центральной Африки, волей центральноафриканского народа, объединённого в национальную политическую партию ДСЭЧА.
На сегодня претендентом на центральноафриканский трон является глава императорского дома Бокасса, сын Бокассы I и императрицы Екатерины, экс-кронпринц Бокасса II.

## История и полномочия
4 декабря 1976 года на чрезвычайном съезде партии ДСЭЧА было объявлено о переименовании Центральноафриканской республики в Центральноафриканскую Империю (ЦАИ), Бокасса был провозглашён императором. Съезд принял новую имперскую конституцию. Многие её положения свидетельствовали о закреплении в стране личной диктатуры Бокассы. Согласно конституции, император являлся главой исполнительной власти. Законодательным органом стал парламент, единственная палата которого называлась Национальным собранием. Император обладал правом досрочного его роспуска. Премьер-министр назначался и отстранялся от должности императором по волеизъявлению последнего вследствие вотума недоверия в Национальном собрании. Император мог по своему усмотрению вводить чрезвычайное положение, во время которого ему предоставлялись особые полномочия. Корона империи объявлялась наследственной, передаваемой по нисходящей мужской линии, если император сам не назначит в качестве преемника одного из своих сыновей.
Правосудие на территории Центральноафриканской Империи велось от имени её императора. Конституция закрепила однопартийную систему в стране. Единственной партией провозглашалась ДСЭЧА. На съезде было принято решение о создании в составе партии «комитета бдительности», своего рода внутрипартийной «полиции». В ноябре 1977 года было учреждено Политическое бюро ДСЭЧА, состоявшее из 17 человек, которое возглавил сам император.
Центральноафриканская Империя и вместе с ней титул императора прекратили своё существование в 1979 году, когда Бокасса был свергнут в результате операции французских вооружённых сил.

## Император ЦАИ (1976—1979)
| Портрет | Имя                     | Дата рождения   | Дата смерти   | Начало правления | Окончание правления |
| ------- | ----------------------- | --------------- | ------------- | ---------------- | ------------------- |
|         | Бокасса I фр. Bokassa I | 22 февраля 1921 | 3 ноября 1996 | 4 декабря 1976   | 20 сентября 1979    |

## Претендент на трон императора ЦАИ (1979 — …)
| Портрет | Имя                       | Дата рождения   | Дата смерти   | Начало претендентства | Конец претендентства |
| ------- | ------------------------- | --------------- | ------------- | --------------------- | -------------------- |
|         | Бокасса I фр. Bokassa I   | 22 февраля 1921 | 3 ноября 1996 | 20 сентября 1979      | 3 ноября 1996        |
|         | Бокасса II фр. Bokassa II | 2 ноября 1973   | —             | 3 ноября 1996         | —                    |